# Otto Heinrich von der Gablentz
Otto Heinrich von der Gablenz (ur. 11 września 1898 w Berlinie, zm. 27 kwietnia 1972 tamże) – niemiecki politolog, opozycjonista w okresie III Rzeszy związany z Kręgiem z Krzyżowej. Po wojnie profesor Wolnego Uniwersytetu w Berlinie.

## Życiorys
Pochodził z rodziny o tradycjach wojskowych. Podczas I wojny światowej był żołnierzem, został ciężko ranny. W 1917 powrócił do Berlina. Oprócz służby jako oficer rozpoczął interdyscyplinarne studia nad organizacją i istotą państwa. Mocny wpływ wywarły na niego idee ruchów młodzieżowych. W początkach Republiki Weimarskiej propagował ideę porozumienia pomiędzy narodowymi i społecznymi ruchami społecznymi i sprzeciwiał się ich konfrontacji. Politycznie czuł się bliski religijnemu socjalizmowi i ideom Paula Tillicha. W 1925 otrzymał posadę w Urzędzie Statystycznym Rzeszy i na początku lat trzydziestych XX w. kilkakrotnie brał udział w negocjacjach w sprawie reparacji wojennych. Po przejęciu władzy przez narodowych socjalistów został usunięty ze stanowiska.
Pracował dla Chemische Industrie. W 1940 za pośrednictwem Horsta von Einsiedela poznał Helmuta Jamesa von Moltke. Należał do najbardziej aktywnych członków Kręgu z Krzyżowej, w którym opracowywał koncepcje nowego powojennego ładu politycznego w Niemczech. Wywarł znaczący wpływ na program Kręgu. Po nieudanym zamachu z 20 lipca 1944 roku śledczym z gestapo umknęło jego uczestnictwo w spisku. Dożył końca wojny i w latach 1959–1966 pracował jako profesor nauk politycznych na Wolnym Uniwersytecie w Berlinie.

## Publikacje
- Die Tragik des Preussentums, Franz Hanfstaengl, München 1948
- Geschichtliche Verantwortung, Klett, Stuttgart 1949
- Politische Schriften / Immanuel Kant, Westdt. Verlag, Köln 1965